# Esagerata (Tananai)
Esagerata è un singolo del cantautore italiano Tananai, pubblicato il 3 dicembre 2021 come terzo estratto dal secondo album in studio Rave, eclissi.
Il brano venne presentato in concorso a Sanremo Giovani 2021, piazzandosi al secondo posto e permettendo all'artista di competere al Festival di Sanremo 2022.

## Descrizione
Il brano è prodotto dallo stesso cantautore con Davide Simonetta, in arte d.whale, con il quale ha anche scritto i testi con Paolo Antonacci.

## Video musicale
Il video musicale, diretto da Olmo Parenti, è stato pubblicato il 3 dicembre 2021 attraverso il canale YouTube del cantautore.

## Tracce
Testi e musiche di Alberto Cotta Ramusino, Davide Simonetta e Paolo Antonacci.
1. Esagerata – 3:18